# Vetluga
Vetluga (en ruso: Ветлуга; en mari: Юр / Yur) es una ciudad del óblast de Nizhni Nóvgorod, en Rusia, centro administrativo del raión homónimo. Está situada a orillas del río Vetluga, a 201 km al nordeste de nizhni Nóvgorod, la capital del oblast. Su población era de 9.413 habitantes en 2009.

## Historia
La primera mención de Vetluga se remonta al año 1636. Por aquel entonces, en el emplazamiento de la actual ciudad se encontraba el pueblo de Shulepnikovo (Шулепниково). En el siglo XVIII, fue construida la iglesia Voskrenskaya y la localidad se desarrolló bajo el nombre de Vérjneye Voskresenie. En 1778 le fue otorgado el estatus de ciudad con el nombre actual, a razón del río a orillas del cual se encuentra, además de conferirle la administración de un uyedz.

## Demografía
| 1897  | 1939  | 1959   | 1970  | 1979   | 1989   | 1998   | 2002  | 2008  |
| ----- | ----- | ------ | ----- | ------ | ------ | ------ | ----- | ----- |
| 5 200 | 8 100 | 10 000 | 9 800 | 10 000 | 10 190 | 10 400 | 9 641 | 9 400 |

## Cultura y lugares de interés
La ciudad cuenta con un museo local.

## Economía y transporte
En Vetluga hay empresas dedicadas al sector maderero, así como al alimentario o al textil.
La estación de ferrocarril más cercana es Urén, situada 50 km al sur, de la línea Moscú-Nizhni Nóvgorod-Kírov. En cuanto a las carreteras, por la localidad pasa la R157 Urén-Shariá-Nikolsk-Veliki Ústiug-Kotlas.